# Coors Field
Coors Field är en basebollarena i Denver i Colorado i USA. Arenan är hemmaarena för Colorado Rockies, som spelar i National League, en av de två ligorna i Major League Baseball (MLB).

## Historia
Arenan, som ersatte Rockies tidigare arena Mile High Stadium, började byggas i oktober 1992 och öppnades två och ett halvt år senare, till en byggkostnad av cirka 300 miljoner dollar. Bygget finansierades till största delen av offentliga medel. Arkitektfirman HOK Sport Venue Event ritade arenan.
Namnet fick arenan efter ett avtal med bryggeriet Coors Brewing Company, som var en av de ursprungliga ägarna till Rockies. Coors ska enligt avtalet ha rätten till arenans namn "i evighet".
Under Coors Fields första år blev den känd som en plats där det slogs många homeruns på grund av den tunna och torra luften. 1999 sattes ett nytt MLB-rekord då det totalt slogs 303 homeruns i arenan under de 81 matcherna i grundserien. Rockies började därför 2002 att förvara bollarna i en humidor för att de inte skulle bli så torra och lätta att slå långt. Metoden gav resultat; medan det under 1995–2001 i snitt gjordes 13,8 poäng och slogs 3,2 homeruns per match, var siffrorna för första halvan av 2006 nere i 9,4 respektive 1,8.
2017 förlängde Rockies sitt hyresavtal med arenans ägare Denver Metropolitan Major League Baseball Stadium District i 30 år, till och med 2047, för cirka 2,5 miljoner dollar per år.

## Kännetecken
En stolsrad på den övre läktarsektionen har lila färg för att markera att den ligger exakt en engelsk mil (1 609 meter eller 5 280 fot) över havet.
På den övre läktarsektionen bortom right field finns sedan 2014 ett område kallat "The Rooftop" med barer och restauranger i två våningar.

## Evenemang
Coors Field var 1998 värd för MLB:s all star-match.
I februari 2016 var arenan värd för en utomhusmatch i ishockey mellan NHL-klubbarna Colorado Avalanche och Detroit Red Wings, som en del av NHL Stadium Series 2016.
I Coors Field har hållits konserter med bland andra Eagles och Billy Joel.

## Fotogalleri

Coors Fields planstorlek.
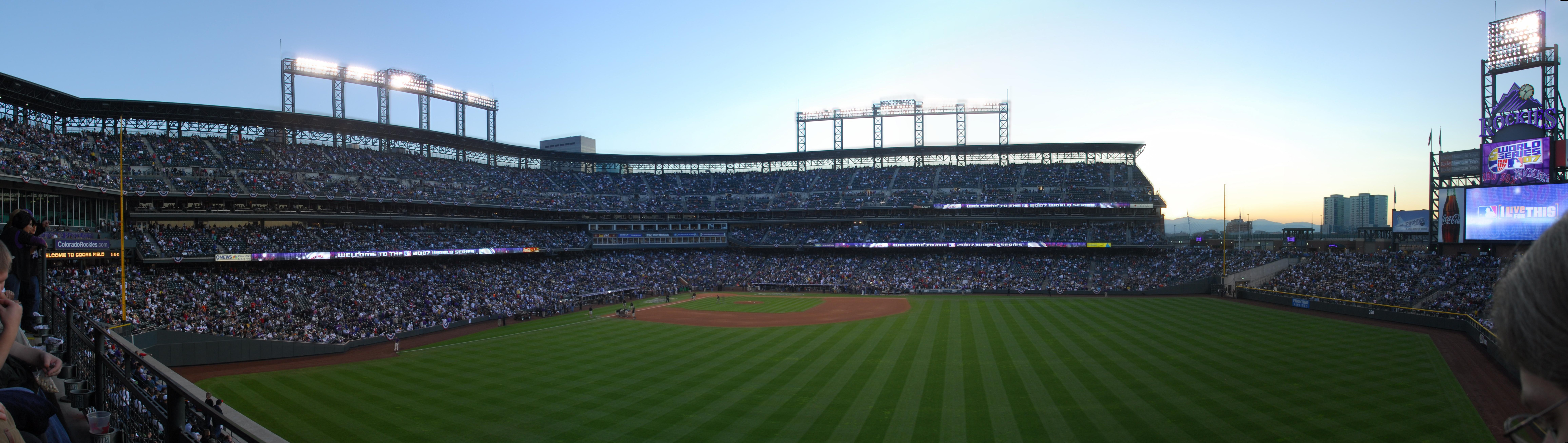
Panoramabild av Coors Field under World Series 2007.
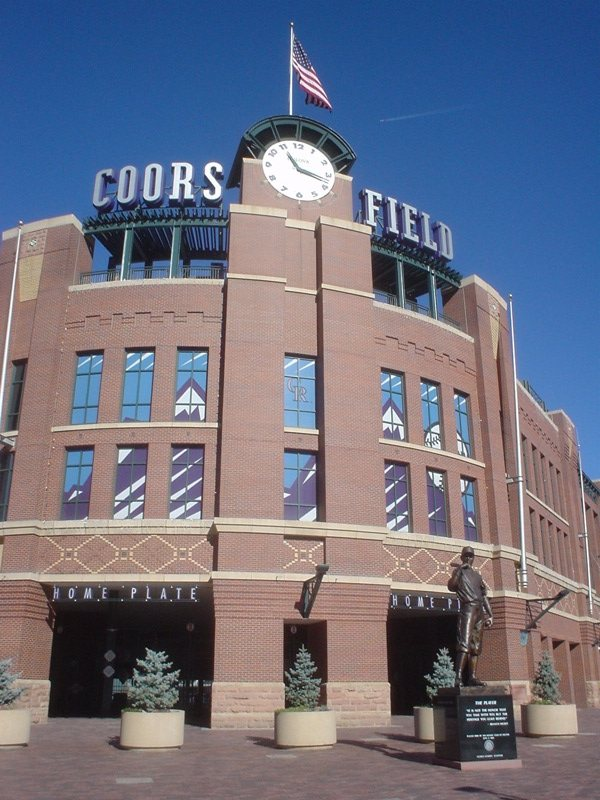
Huvudentrén.
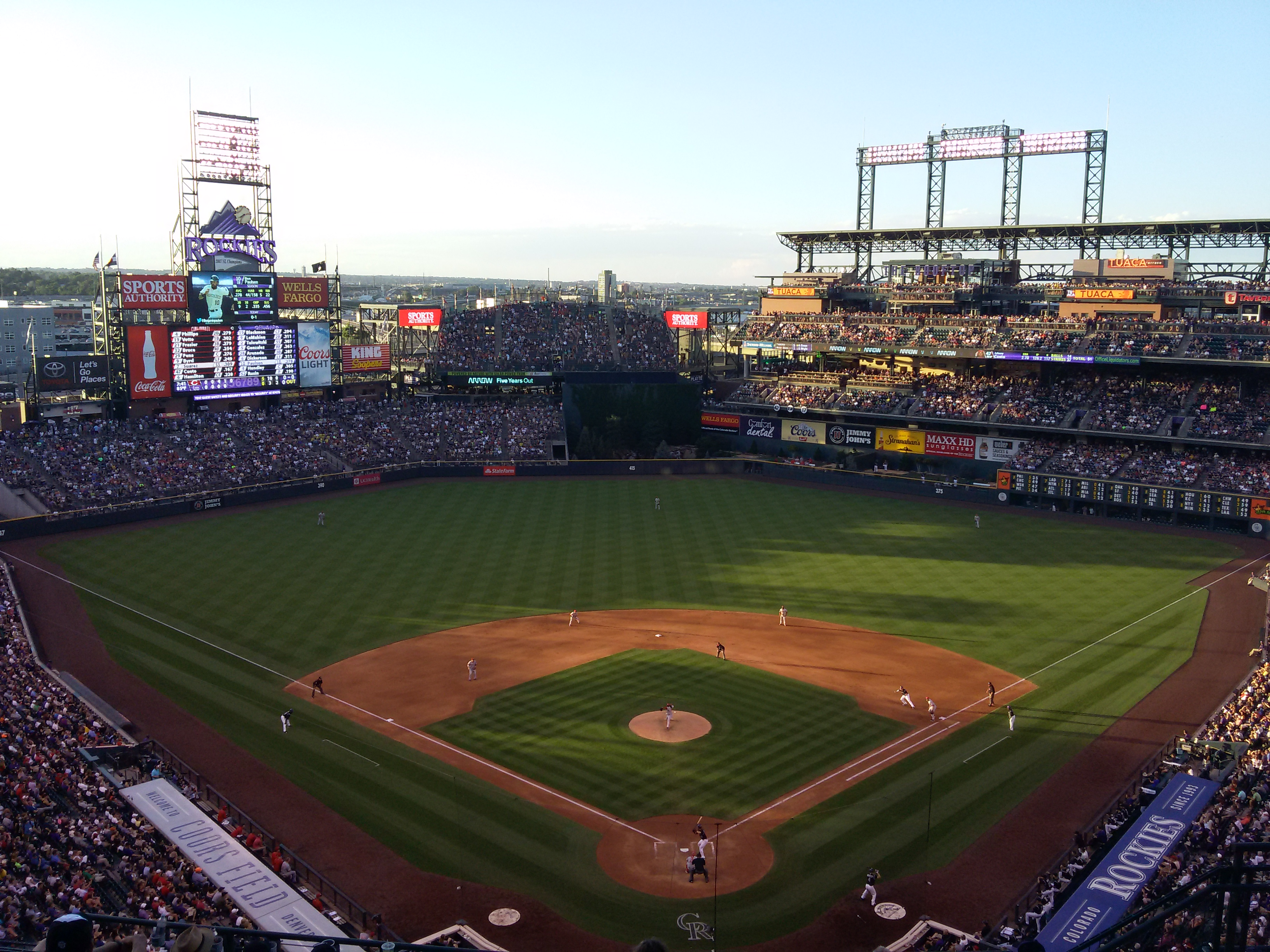
Vy från bakom hemplattan.